# If You Don't Know Me by Now
"If You Don't Know Me by Now" (Se Você não me Conhece até Agora) é uma canção composta por Kenny Gamble e Leon Huff e gravada originalmente em 1972 pelo grupo Harold Melvin & the Blue Notes, se tornando o primeiro sucesso do grupo depois de ter sido lançado como single no mesmo ano, chegando ao topo da parada R&B da Billboard e atingindo a terceira posição na parada pop, também da Billboard.
A canção foi originalmente escrita para Labelle, trio musical liderado por Patti LaBelle, mas nunca chegaram a gravá-la. Muito parecida com o tema de "I Miss You" e The Dells de passagem nela, os compositores da canção, Kenny Gamble e Leon Huff, deram-na para Harold Melvin & the Blue Notes, que contou com Teddy Pendergrass como vocalista. Além do lançamento do single, a canção foi incluída, em 1972, no álbum de estreia do grupo, I Miss You.
Patti LaBelle, mais tarde, fez da canção como parte do seu repertório de concerto em 1982. Uma versão ao vivo aparece no seu álbum de 1985, Patti.
Foi mais tarde coberta pela banda inglesa de pop/soul Simply Red, tornando-se também o sucesso mais conhecido da banda após atingir a primeira posição na parada musical norte-americana Hot 100, da Billbord, no dia 15 de julho de 1989 e no número trinta e oito na parada Hot Black Singles. Chegou ao número dois na parada de singles do Reino Unido (UK Singles Chart) e ficou no topo da parada canadense de singles  (Canadian Singles Chart).
Seal gravou a canção para seu álbum de 2008, Soul e, em abril de 2009, após ficar entre as dez melhores na parada Adult Contemporary, passou a ser seu primeiro sucesso desde "Love's Divine" em 2004; em seguida, a canção foi indicada ao Grammy de melhor performance vocal pop masculina.
Rod Stewart também incluiu esta canção no seu álbum Soulbook, de 2009.
If You Don't Know Me by Now foi escolhida como uma das canções do século pela RIAA e foi trilha sonora do filme Class Action (1991), dirigido por Michael Apted.

## Versão gravada pelo Simply Red
Pode-se ouvir esta versão no filme Psicopata Americano e está incluída no jogo eletrônico Karaoke Revolution Presents: American Idol. Também está disponível para baixar diretamente pelo Xbox 360 no jogo eletrônico Lips, e contém o videoclipe. De acordo com o produtor Stewart Levine, ele não queria muita orquestração gravada e ficou com a harmonia em duas partes ao invés da harmonia em três partes (melodia, harmonia e ritmo). Hucknall admitiu que adorou a versão de Harold Melvin & the Blue Notes e afirma que "dançou a música" deles, quando tinha apenas treze anos. A versão deles venceu o prêmio Grammy de melhor canção R&B de 1989.

### Faixas
7" single
1. "If You Don't Know Me by Now" – 3:23
2. "Move on Out" (gravada ao vivo no Manchester, em 22 de fevereiro de 1989) – 5:18

12" single
1. "If You Don't Know Me by Now"	– 3:23
2. "Move on Out" (gravada ao vivo no Manchester, em 22 de fevereiro de 1989) – 5:18
3. "Shine" (gravada ao vivo no Manchester, em 22 de fevereiro de 1989) – 3:30

3" CD single
1. "If You Don't Know Me by Now"	– 3:23
2. "Move on Out" (gravada ao vivo no Manchester, em 22 de fevereiro de 1989) – 5:18
3. "Shine" (gravada ao vivo no Manchester, em 22 de fevereiro de 1989) – 3:30
4. "Sugar Daddy"	– 3:30

### Paradas musicais
| Parada (1989)                                  | Melhor posição |
| ---------------------------------------------- | -------------- |
| Austrália (ARIA)                               | 1              |
| Áustria (Ö3 Austria Top 75)                    | 9              |
| Canadá (RPM Top Singles)                       | 3              |
| Canadá (RPM Adult Contemporary)                | 5              |
| França (SNEP)                                  | 11             |
| O campo songid é OBRIGATÓRIO PARA PARADA ALEMÃ | 19             |
| Irlanda (IRMA)                                 | 4              |
| Nova Zelândia (Recorded Music NZ)              | 1              |
| Noruega (VG-lista)                             | 2              |
| Suécia (Sverigetopplistan)                     | 2              |
| Reino Unido (UK Singles Chart)                 | 2              |
| Estados Unidos (Billboard Hot 100)             | 1              |
| Estados Unidos (Billboard R&B/Hip-Hop Songs)   | 38             |
| Estados Unidos (Billboard Adult Contemporary)  | 1              |

## Outras versões
- A banda jamaicana, Zap Pow, gravou uma versão cover da canção em 1976.
- A regravação feita pelo cantor norte-americano de música country, Joe Stampley, alcançou a 59ª posição na parada Billboard Hot Country Singles em 1989.[17]
- A artista honconguesa de cantopop, Sandy Lam, cobriu a canção na "The Story of Sandy Lam So Far" em 2002.
- O ator e comediante Ricky Gervais cobriu a canção interpretando seu personagem David Brent na série de TV britânica The Office Christmas specials em dezembro de 2003. Só o videoclipe foi produzido e lançado em conjunto com o DVD The Office, da BBC.
- A candidata LaToya London, da American Idol, além disso, regravou a canção na coletânea da temporada 2014 de American Idol Season 3: Greatest Soul Classics.
- Em 2004, o saxofonista Gerald Albright regravou a canção para o seu álbum Kickin' It Up.[18][19]
- A cantora de R&B, Ciara, interpolou o refrão da canção em seu single, "Never Ever", com Young Jeezy. O single faz parte do terceiro álbum da cantora, Fantasy Ride.
- O candidato Ben Saunders, do The Voice of Holland, regravou esta canção para a competição de 2010–2011. Sua versão gravada foi direto ao número um nos Países Baixos.
- O candidato da décima temporada do American Idol, Stefano Langone, interpretou, em 2011, um cover num episódio no qual os participantes eram obrigados a cantar músicas em relação ao ano em que nasceram. Langone nasceu em 1989.
- A candidata Joshua Ledet, da décima primeira temporada do American Idol, cobriu esta canção em 2012.
- A cantora de música country, Martina McBride, lançou uma versão cover no seu álbum de estúdio Everlasting, em 2014.
- A banda inglesa Blue lançou uma versão cover no seu álbum Colours, em 2015.
- O vencedor da décima quinta temporada do American Idol, Trend Harmon, cobriu esta canção em 2016.